# Aston Martin DBR5
Chronologie des modèles (1960)
Aston Martin DBR4 Aston Martin AMR21
L'Aston Martin DBR5 est une monoplace de Formule 1 engagée par l'écurie David Brown Corporation pour le Grand Prix automobile de Grande-Bretagne 1960, septième manche du championnat du monde de Formule 1 1960. Elle est pilotée par le Britannique Roy Salvadori et le Français Maurice Trintignant.

## Historique
La DBR5 ne participe qu'une seule course, le Grand Prix de Grande-Bretagne 1960, avec à son volant Roy Salvadori et Maurice Trintignant. 
Salvadori se qualifie treizième, à 4,8 secondes du temps de la pole position du pilote Cooper, Jack Brabham, tandis que Trintignant réalise le vingt-et-unième temps à 9,2 secondes du pilote australien. 
En course, Roy Salvadori lutte constamment contre le Belge Olivier Gendebien sur Cooper T51 mais perd sept places et se retrouve vingtième au quarante-troisième tour avant d'abandonner à la boucle suivante en raison d'un problème de pompe à essence. Maurice Trintignant remonte progressivement dans le classement, notamment grâce aux abandons successifs, et franchit la ligne d'arrivée à la onzième place, à sept tours du vainqueur Jack Brabham,,.
Hors-championnat du monde, Trintignant s'engage au BRDC International Trophy où, quatorzième sur la grille de départ, il termine la course à la dixième place. Il s'agit de la dernière apparition d'une Aston Martin en Formule 1, la firme se tournant dès lors vers l'endurance.

## Résultats en championnat du monde de Formule 1
| Saison | Écurie                  | Moteur              | Pneus  | Pilotes             | Courses | Courses | Courses | Courses | Courses | Courses | Courses | Courses | Courses | Courses | Points inscrits | Classement |
| Saison | Écurie                  | Moteur              | Pneus  | Pilotes             | 1       | 2       | 3       | 4       | 5       | 6       | 7       | 8       | 9       | 10      | Points inscrits | Classement |
| ------ | ----------------------- | ------------------- | ------ | ------------------- | ------- | ------- | ------- | ------- | ------- | ------- | ------- | ------- | ------- | ------- | --------------- | ---------- |
| 1960   | David Brown Corporation | Aston Martin RB6 L6 | Dunlop |                     | ARG     | MON     | 500     | P-B     | BEL     | FRA     | GBR     | POR     | ITA     | USA     | 0               | non classé |
| 1960   | David Brown Corporation | Aston Martin RB6 L6 | Dunlop | Roy Salvadori       |         |         |         |         |         |         | Abd     |         |         |         | 0               | non classé |
| 1960   | David Brown Corporation | Aston Martin RB6 L6 | Dunlop | Maurice Trintignant |         |         |         |         |         |         | 11e     |         |         |         | 0               | non classé |

Légende : ici